# Texhuacán (municipalité)
La municipalité de Texhuacán est l'une des 212 municipalités de l'État de Veracruz, et est située dans la partie centrale de cet État. Elle se situe à l'ouest du golfe du Mexique, dans la chaîne de montagnes de la Sierra Madre orientale, et fait partie du bassin versant de la rivière Río Tonto, un des principaux affluents du fleuve Río Papaloapan. Son chef-lieu est la ville éponyme de Texhuacán. Elle dépend de la région administrative de Las Montañas, qui est une des 10 subdivisions administratives de l'État de Veracruz.

## Géographie
La municipalité de Texhuacán fait partie du bassin versant du fleuve Río Papaloapan, que de petits affluents de la rivière Río Blanco traversent. Cette dernière s'écoule plus à l'est, dans la municipalité de Zongolica. Assise sur le massif montagneux de la Sierra Madre orientale, son altitude oscille entre 1100 et 2500 mètres. Son chef-lieu, la ville éponyme de Texhuacán se trouve dans la partie occidentale de son territoire. Ce territoire couvre une superficie de 44 km2, et était peuplé en 2020 de 5575 habitants, pour une densité de 126,6 habitants par km2.
Cette municipalité est limitrophe au nord de celles de Zongolica et de Los Reyes, à l'ouest de celles Tlaquilpa et de Astacinga, au sud de celle de Tehuipango, et au sud-est de celle de Mixtla de Altamirano.

## Composition et démographie
La municipalité était composée en 2020 de 20 localités, dont aucune n'était considérée comme urbaine, toutes étant rurales.
| Localité            | Population |
| ------------------- | ---------- |
| Texhuacán           | 1739       |
| Tlalca              | 703        |
| Cuauhtempa          | 499        |
| Atzingo             | 350        |
| Xochititla          | 310        |
| Reste des localités | 1974       |
| Total population    | 5575       |

En plus de l'espagnol, une langue amérindienne est parlée dans la municipalité : le nahuatl.

## Économie

### Agriculture et élevage
La superficie des parcelles semées représentait en 2019 une surface totale de 1004 hectares, parmi lesquels 880 hectares étaient voués à la culture du maïs, 71 hectares étaient voués à la culture du caféier, et 45 hectares étaient voués à celle du haricot.
En 2020, la production de viande par tonnes comprenait 5,3 tonnes de viande bovine, 46,4 tonnes de viande porcine, 6 tonnes de viande ovine, 2,1 tonnes de viande caprine, 3,8 tonnes de volailles, et 2 tonnes de dinde. La superficie vouée à l'élevage représentait alors 1588 hectares.